# Димиевци
Димиевци е село в Северна България.
То се намира в община Трявна, област Габрово.

## География
Село Димиевци се намира в планински район.